# 南障城镇
南障城镇，是中华人民共和国河北省石家庄市井陉县下辖的一个乡镇级行政单位。 区域面积103.02平方千米。

## 行政区划
南障城镇下辖以下地区：
南障城村、北障城村、孙家峪村、东沟村、七狮村、前头庄村、大王帮村、掩驾沟村、流沙硼村、支沙口村、蒋家村、吕家村、小梁江村和大梁江村。

## 中国传统村落
- 大梁江村
- 吕家村